# Tony Mamaluke
Pour les articles homonymes, voir Charles Spencer et Spencer.
Charles John Spencer (né le 19 juillet 1977 à New York, New York) plus connu sous le nom de ring de Tony Mamaluke est un catcheur (lutteur professionnel) américain. Il est principalement connu pour son travail à l'Extreme Championship Wrestling (ECW) entre 2000 et 2001 où avec Little Guido avec qui il forme les Full Blooded Italians (en) il devient champion du monde par équipe de l'ECW. Après la faillite de l'ECW, il travaille ponctuellement pour la Total Nonstop Action Wrestling et la Ring of Honor ainsi que d'autres fédérations. En 2006, il rejoint la World Wrestling Entertainment et rejoint l'ECW et la direction de la fédération met fin à son contrat en janvier 2007. Il continue à lutter dans diverses fédérations.

## Carrière de catcheur

### Entrainement et manager des Mamaluke à la World Championship Wrestling
Spencer s'entraîne auprès de Dean Malenko et débute en Floride à la Southern Championship Wrestling où il devient champion poids-lourds du Sud le 28 mai 1999 et perd ce titre le 30 juillet,. 
Il rejoint la World Championship Wrestling où il prend le nom de Tony Marinara devient le manager des Mamalukes (Big Vito (en) et Johnny The Bull).

### Extreme Championship Wrestling (2000-2001)
Début 2000, il rejoint l'Extreme Championship Wrestling (ECW) et prend le nom de Tony Mamaluke. Il perd son remier match télévisé le 2 juin face à Mikey Whipwreck. Il fait équipe avec Little Guido et se font connaitre sous le nom de Full Blooded Italians (en) (FBI) avec qui il participe le 25 août au tournoi pour désigner les nouveaux champions du monde par équipe de l'ECW mais ils se font éliminer au premier tour par les futurs champions Mikey Whipwreck et Yoshihiro Tajiri. Le lendemain au cours de l'enregistrement d'ECW on TNN du 8 septembre, ils mettent fin au règne de Whipwreck et Tajiri dans un match où en cas de défaite le FBI doit se séparer. Ils défendent leur titre avec succès le 22 septembre face à Danny Doring (en) et Roadkill (en). Après cela Tajiri et Whipwreck obtiennent leur match revanche le 1er octobre au cours d'Anarchy Rulz mais ils ne parviennent pas à vaincre le FBI, ils s’affrontent à nouveau le 5 novembre à November to Remember où le résultat est le même que lors de leur précédente confrontation,. C'est finalement Danny Doring et Roadkill qui mettent fin à leur règne le 3 décembre au cours de Massacre on 34th Street. 
Le 7 janvier 2001 au cours de Guilty as Charged, ils perdent un match pour désigner les challengers pour le championnat du monde par équipe de l'ECW face à  Kid Kash et Super Crazy ainsi que Whipwreck et Tajiri, ces derniers sortant vainqueur. Six jours plus tard, il participe au dernier spectacle non retransmis à la télévision de l'ECW où le FBI perd face à Danny Doring et Tommy Dreamer.